# Lago Tule
El lago Tule (pronunciado  /ˈtuːli/)es un lago intermitente que cubre un área de 13 000 acres (53 km²) con 8.0 km de largo y 4.8 km (3,0 mi) de ancho. Se encuentra ubicado al noreste del condado de Siskiyou y el noroeste del condado de Modoc en California, a lo largo de la frontera con Oregón.
El lago Tule es suplido por el río Lost. La elevación del lago es de 4035 pies (1229,9 m). 
Es uno de los veinte lagos antiguos del mundo que han existido de forma continua durante más de un millón de años. Sin embargo, recientemente esta situación se ha visto amenazada de manera significativa debido a varios años de sequía.
El lago Tule se encuentra 2,4 km (1,5 mi), al suroeste de la ciudad de Tulelake en el norte de California.
El lago es parte del Refugio Nacional de Vida Silvestre Tule Lake y de los suministros de agua del Proyecto Klamath los cuales han sido necesarios para proporcionar suficiente agua a la vida silvestre. El 24 de julio de 2020, un envío de agua del Proyecto Klamath salvó a 50.000 patitos de la muerte. 